# Нус, Херард
Херард Нус Касанова (исп. Gerard Nus Casanova; род. 31 января 1985, Таррагона) — испанский футбольный тренер.

## Биография
С раннего возраста начал заниматься тренерской деятельностью. Свою карьеру начал на должности видеоаналитика. Через некоторое время он попал в систему «Химнастика» из Таррагоны, а также начал учиться в спортивном университете города Лейда INEFC. Вскоре Нус разработал специальную программу — Efficiency Match, облегчающую тренировочный процесс
Входил в тренерский штаб Рафаэля Бенитеса в «Ливерпуле». Затем в качестве ассистента наставника и технического директора работал в ряде клубов Европы, Азии и Австралии. Являлся помощником Авраама Гранта в сборной Ганы. В конце 2017 года испанский специалист был назначен на должность главного тренера павлодарского «Иртыша». Однако уже в конце апреля 2018 года он был отстранён от руководства командой: трудовой договор с ним был расторгнут. Позднее Нус возглавлял индийский клуб «Норт-Ист Юнайтед».
В ноябре 2021 года стало известно, что испанец возглавил российскую команду «Виста» (Геленджик) из Чемпионата Краснодарского края по футболу. Однако уже 21 февраля следующего года Нус прекратил свою работу с ней, войдя в тренерский штаб Густаво Пойета в сборной Греции.